# Gerichtsbezirk Neuhofen an der Krems
Der Gerichtsbezirk Neuhofen an der Krems war ein dem Bezirksgericht Neuhofen an der Krems unterstehender Gerichtsbezirk im politischen Bezirk Linz-Land (Bundesland Oberösterreich). Der Gerichtsbezirk wurde per 1. Jänner 2005 aufgelöst und dem Gerichtsbezirk Traun zugeschlagen.

## Geschichte
Der Gerichtsbezirk wurde am 4. Juli 1850 mit einem Erlass des Oberlandesgerichtes Linz aus den 25 Steuergemeinden Achleiten, Alhaming, Brandstatt, Burg, Dambach, Droissendorf, Egendorf, Fischen, Grassing, Gries, Kematen, Kiesenberg, Kimmersdorf, Kurzenkirchen, Laimgräben, Linning, Neuhofen, Nöstlbach, Oberndorf, Piberbach, Pichlwang, Puking, Sinnersdorf, St. Leonhard, Tiestling, Weichstätten, Weissenberg, Weißkirchen und Weyerbach gebildet. Durch Gemeindezusammenlegungen bestand der Gerichtsbezirk Neuhofen an der Krems 2004 nur noch aus den sieben Gemeinden Allhaming, Eggendorf im Traunkreis, Kematen an der Krems, Neuhofen an der Krems, Piberbach, Pucking und St. Marien. Im Zuge der Auflösung zahlreicher Gerichtsbezirke in Oberösterreich wurde mit der Bezirksgerichts-Verordnung der Österreichischen Bundesregierung am 12. November 2002 die Auflösung des Gerichtsbezirkes Neuhofen an der Krems beschlossen, wobei die Gemeinden des Gerichtsbezirks Neuhofen dem Gerichtsbezirk Linz-Land (heute Gerichtsbezirk Traun) zugeschlagen wurden. Gleichzeitig gab jedoch der Gerichtsbezirk Linz-Land die Gemeinden Hofkirchen im Traunkreis, Sankt Florian und Niederneukirchen an den Gerichtsbezirk Enns ab.

## Gerichtssprengel
Der Gerichtssprengel umfasst Ende 2004 die sieben Gemeinden Allhaming, Eggendorf im Traunkreis, Kematen an der Krems, Neuhofen an der Krems, Piberbach, Pucking und St. Marien.